# Монсанту (Иданья-а-Нова)
Монсанту (порт. Monsanto) — район (фрегезия) в Португалии, входит в округ Каштелу-Бранку. Является составной частью муниципалитета Иданья-а-Нова. По старому административному делению входил в провинцию Бейра-Байша. Входит в экономико-статистический субрегион Бейра-Интериор-Сул, который входит в Центральный регион. Население составляет 828 человек на 2011 год. Занимает площадь 131,76 км².
Покровителем района считается Иисус Христос (порт. Divino Salvador).

## Галерея

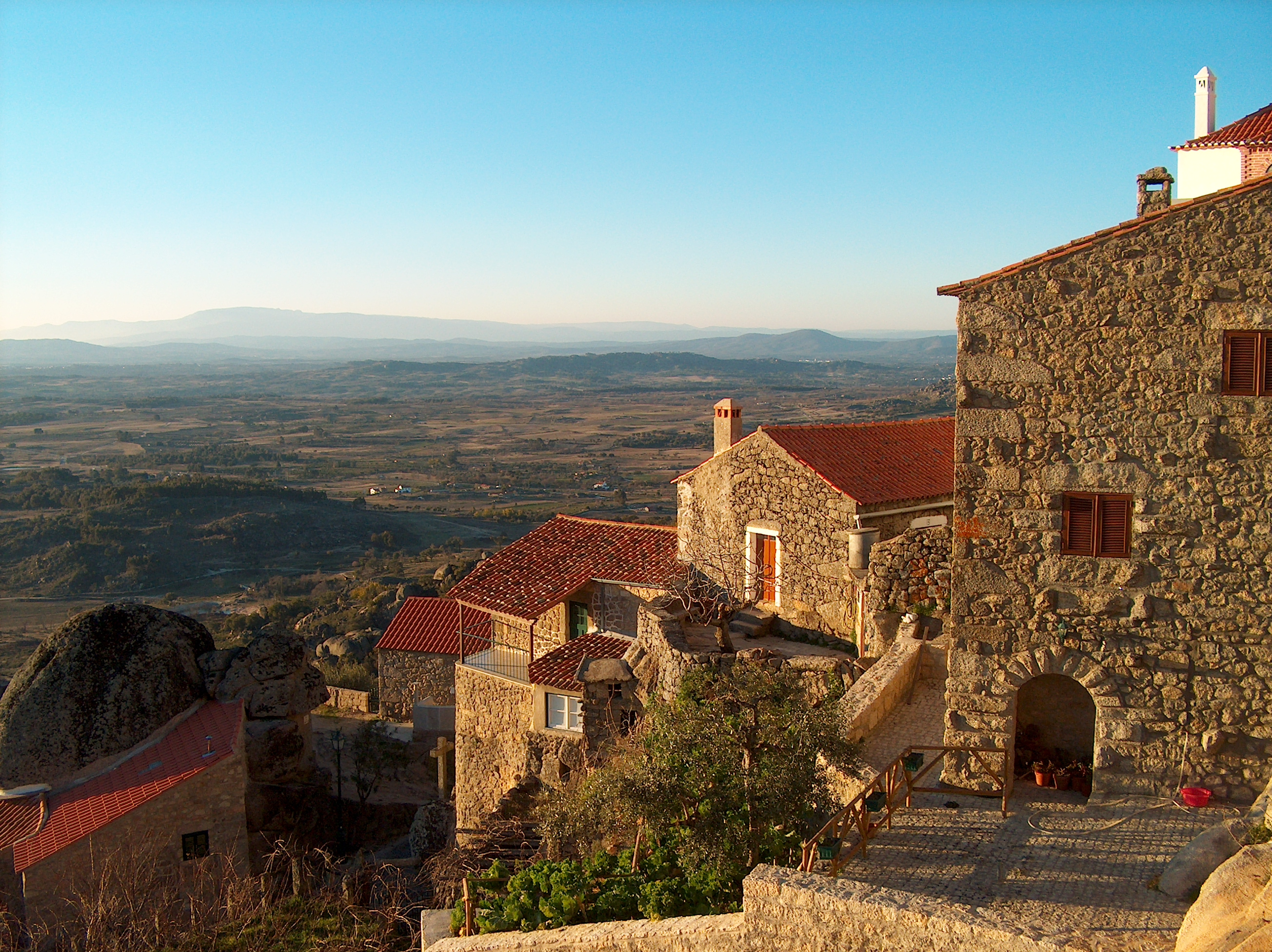
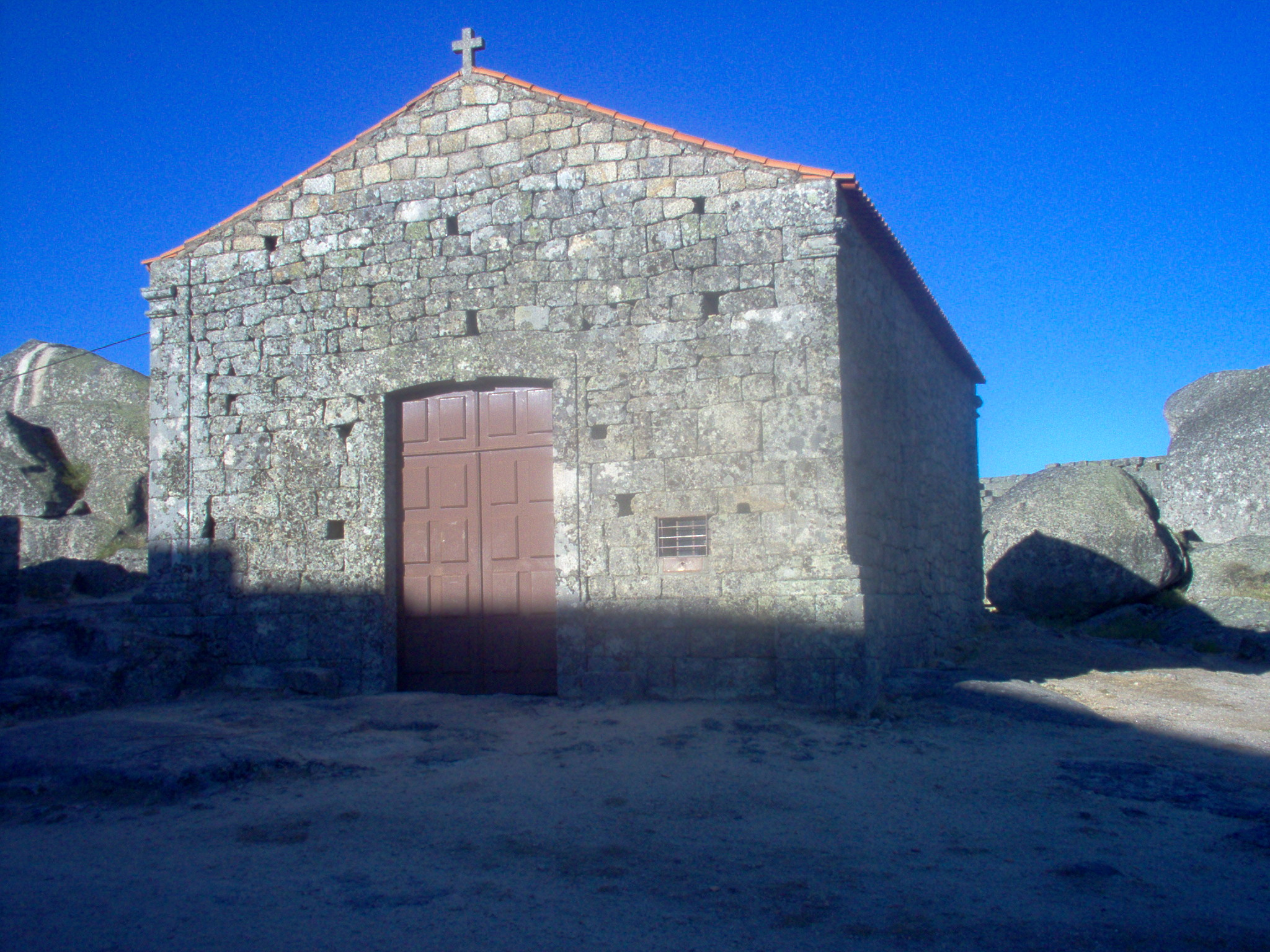
Замок
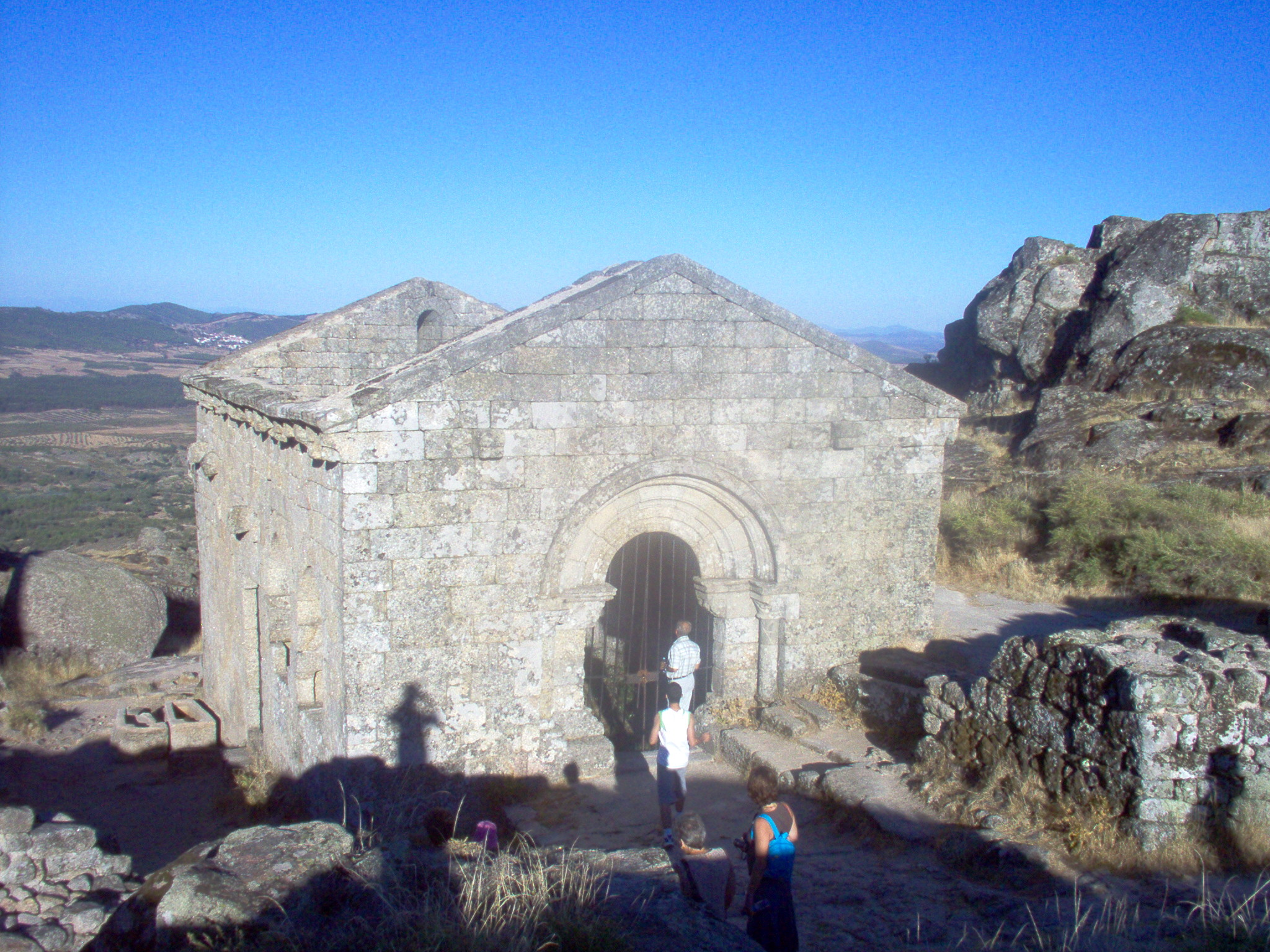
Замок